# Psychotria chaunantha
Psychotria chaunantha là một loài thực vật có hoa trong họ Thiến thảo. Loài này được K.Schum. & Lauterb. miêu tả khoa học đầu tiên năm 1900.